# Alpheus ridleyi
Alpheus ridleyi är en kräftdjursart som beskrevs av Pocock 1890. Alpheus ridleyi ingår i släktet Alpheus och familjen Alpheidae. Inga underarter finns listade i Catalogue of Life.